# Maison Ajiqbach

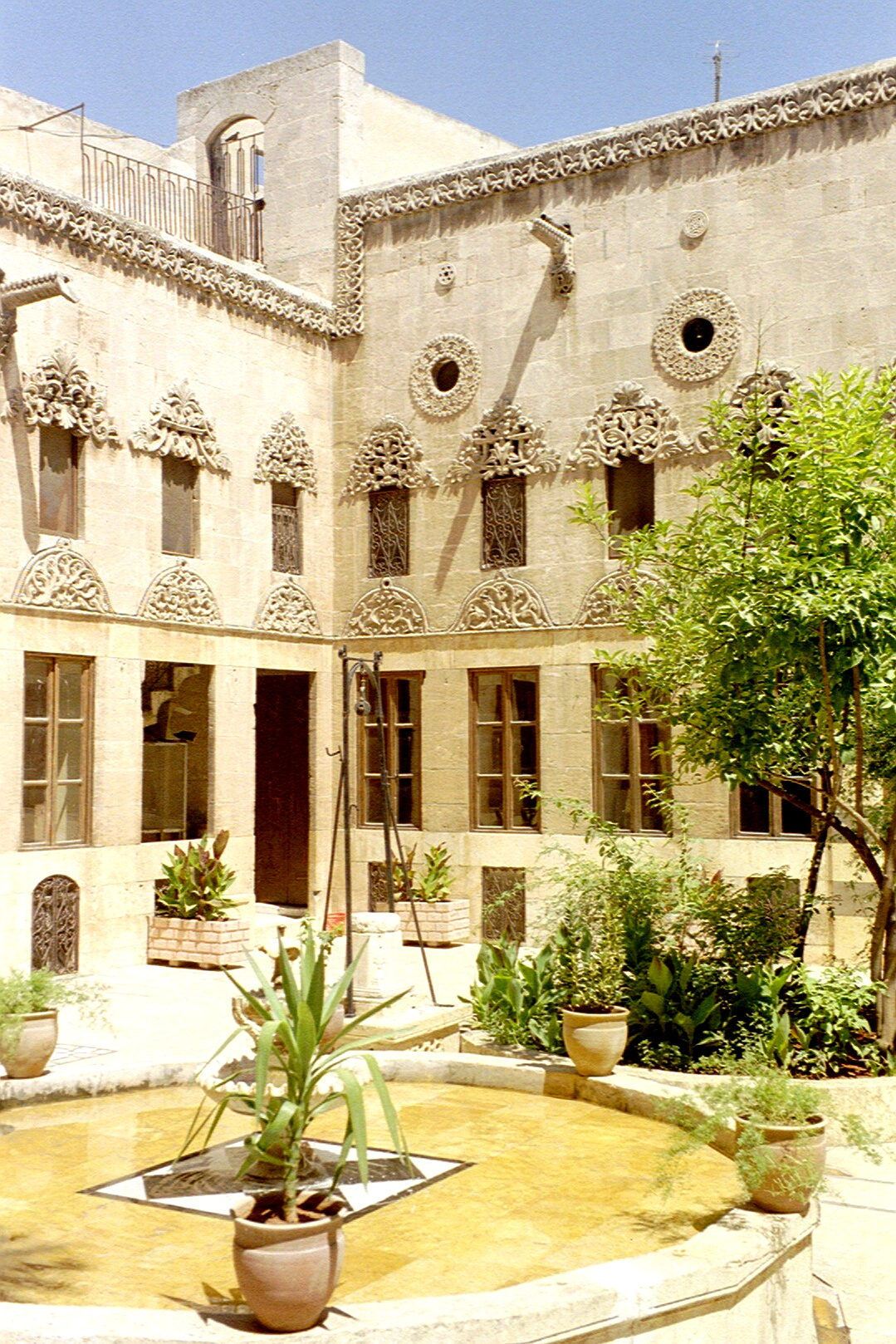
La maison en 2001.

La maison Ajiqbach (en arabe : بيت أجقباش / Bayt Ajiqbāš) ou Atchikbach est une maison édifiée en 1757 dans le quartier de Jdeïdé à Alep par une riche famille chrétienne,. La maison abrite aujourd'hui le musée des arts et traditions populaires d'Alep.
Le bâtiment, comme une grande partie de la vieille ville d'Alep, a subi des dommages et des pillages "graves" causés par les combats de rue pendant la guerre civile en Syrie.  

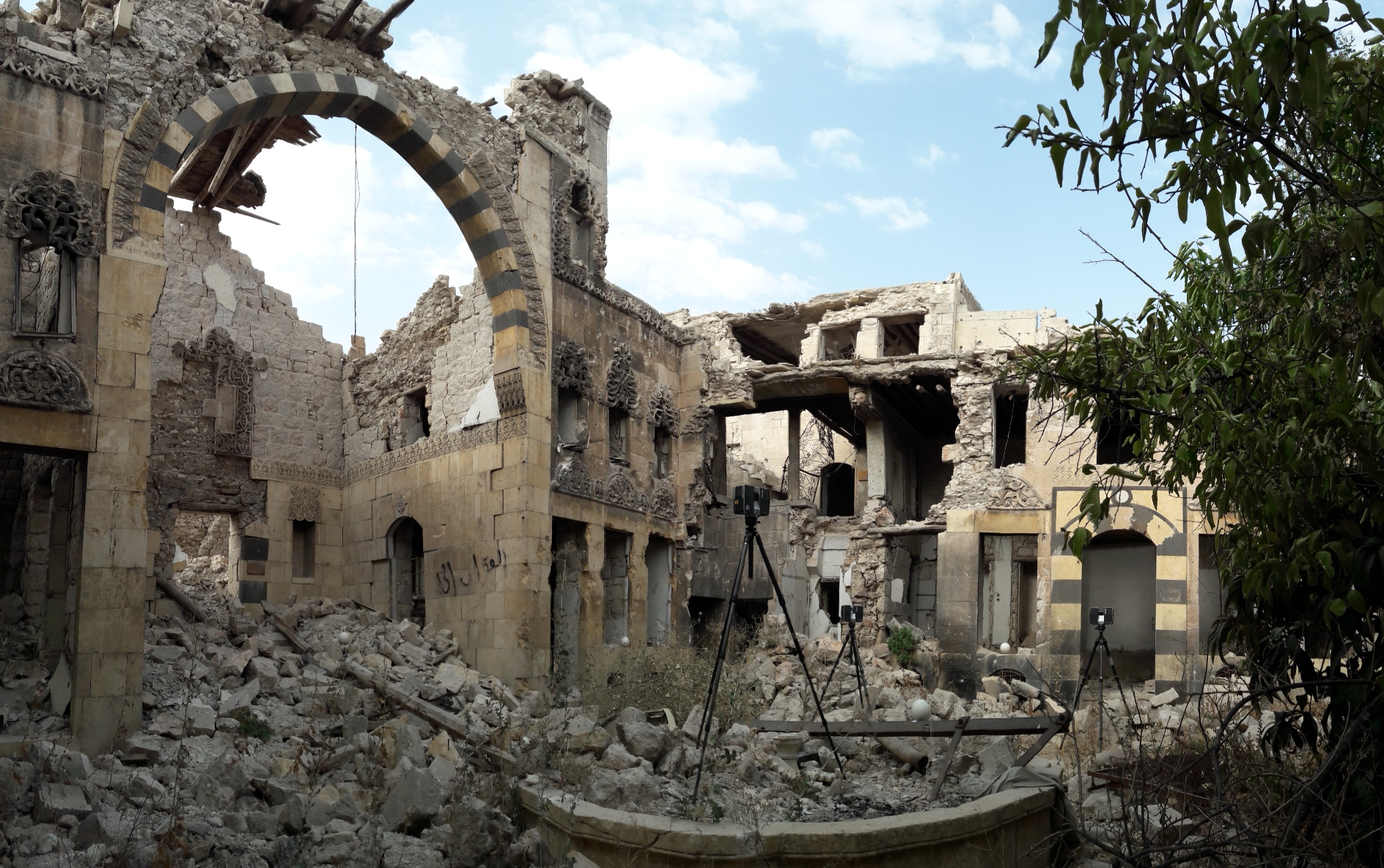
Enquête Beit Achiqbash septembre 2017

Une enquête sur Beit Atchikbach a été réalisée en novembre 2017 par la Direction générale des antiquités et des musées et l'UNESCO pour faciliter la consolidation d'urgence de sa structure. Les travaux de consolidation ont commencé en 2019.